# جوان هندري
جوان هندري هي عداءة سريعة كندية، ولدت في 14 مايو 1945 في غلاسكو في المملكة المتحدة.

## وصلات خارجية
- جوان هندري على موقع أوليمبيديا (الإنجليزية)
- جوان هندري على موقع اللجنة الأولمبية الكندية (الإنجليزية)
- جوان هندري على موقع اتحاد ألعاب الكومنولث (مؤرشف) (الإنجليزية)